# Георги Арнаудов (лесовъд)
Вижте пояснителната страница за други личности с името Георги Арнаудов.
Георги Иванов Арнаудов е роден на 20 август 1923 година в семейството на Иван Атанасов Арнаудов.

## Род и родители
Родът Арнаудови е заможен хвойненски род, притежаващ близо 500 декара гори. Родоначалникът на рода Атанас Арнаудов е участник в Съединението. Като командир на Павелската рота към Рупчоския доброволен военен отряд командва доброволците, насочени да пазят границата ни с Турция. Атанас Арнаудов е бил избиран два пъти за кмет на село Хвойна и за окръжен съветник. Като съветник заедно с Васил Дечев внася предложение за прокарване на новото трасе на пътя за Смолян.
Бащата на Георги – Иван Атанасов Арнаудов – е един от най-заможните хвойненци, строителен предприемач, собственик на хотел и кръчми в село Хвойна, участник в Балканската война, носител на няколко ордена за храброст, фотограф (издал една от първите пощенски картички с изгледи от с. Хвойна). Иван Арнаудов е едни от основателите на горовладелската кооперация „Кривия борун“, ликвидирана след 9 септември 1944 година, а понастоящем възстановена под същото име.

## Биография
По настояване на баща си Георги Арнаудов завършва Агрономо-лесовъдския факултет на Софийския университет през 1949 година. От 1945 година датира и дружбата му с големия български писател, родолюбец, родоповед акад. Николай Хайтов. За известен период от време като студент по лесовъдство живее в неговата студентска квартира.
Като лесовъд Георги Арнаудов работи повече от 30 години в различни горски стопанства: гр. Клисура, с. Розино и с. Старосел. Като лесничей в тези горски стопанства допринася за възобновяване на девствените букови гори в Средна гора и Стара планина. Той е пряк участник в създаването на нови горски култури на обширни обезлесени прощи, застрашени от ерозията в подножието на двете планини. Като началник на службата по залесяване в Горскостопанския комбинат в гр. Пловдив ръководи залесителното дело в региона и обогатява видовото разнообразие на гората. Активно участва в залесяването на 10 милиона декара нови гори в страната. За тази си дейност е награден със златен Орден на труда.
Като млад лесничей в гр. Клисура Георги Арнаудов активно се включва в обществения живот на града, в изграждането и освещаването на паметниците на героите от Априлското въстание. През 1951 година заедно със стария клисурски учител дядо Илия Копчев организира първата възстановка на Клисурската епопея по време на Априлското въстание. Тогава Георги Арнаудов написва и едно от най-хубавите стихотворения, посветени на Априлската епопея в Клисура.
Георги Арнаудов завършва житейския си път на 14 януари 2008 година.

### Есперантистка дейност
От най-ранна възраст Георги Арнаудов се заема с изучаване на международния език Есперанто. Като лесовъд в село Розино основава есперантското дружество „Стело дел пацо“ („Звезда на мира“) и става негов председател. През 1957 година дружеството под негово ръководство става основоположник на Празника на розите в с. Розино. На празника се стичат есперантисти от цели свят и той се превръща в международен израз на борбата за мир между народите. Празникът се празнува и до днес в Карлово, Казанлък, Розино. Георги Арнаудов публикува на есперанто редица статии, посветени на развитието на българската гора, горското дело и горското стопанство в България в международни есперантски списания. Става член на Световния есперантски съюз.

### Художествено творчество
Обществената и културна дейност, съчетана с професионалната му дейност, не пречи на Георги Арнаудов да се занимава с любимото си занимание – писането. Той започва още от ученическа възраст да сътрудничи на местния, а по-късно и на централния български печат. Публикациите му (статии, есета и пр.) са повече от 90. Активно сътрудничи на списанията „Родопи“, „Горско стопанство“, „Гора“ и др. В продължение на повече от 40 години Георги Арнаудов се занимава с краезнание, с история на горите и горското дело в България, със събиране на стихотворения и песни посветени на гората и планината.
Написва и издава на собствени разноски шест книги.
„Светлини над Рупчос“ (1989 година) е първата писана история на с. Хвойна. В предговора към нея Николай Хайтов сочи, че „умелото възсъздаване на събрания от автора многообразен материал и претопяването му в живи и сочни с определено естетическо въздействие картини“ прави повествованието и увлекателно и занимателно, като „в това отношение Георги Арнаудов се е проявил като последовател на знаменития Тукидид“ при възсъздаването, оживяването и осмислянето на историята.
„История на горите и горското дело в Пловдивския край“ (1998).
Върху „Хубава си моя горо“ (2005) Георги Арнаудов работи повече от 20 години.
„Ехо от Родопите“ (2006) и „Родопа“ (2007) са последните му книги.
Част от предговорите към книгите на Георги Арнаудов са написани от академик Николай Хайтов – личен негов приятел и колега. Издадените книги Георги Арнаудов дарява на своите съселяни, на различни културни институции (Софийска народна библиотека, Пловдивска народна библиотека, библиотеки и читалища на градовете и селата, в които е работил, на читалището в родното си село и населените места от Рупчос, на Агенцията за българите в чужбина). През 2000 година по повод честването на 250 години от основаването на с. Хвойна написва текста и мелодията на химна на селото. Пенсионерският хор „Родопска китка“ при хвойненското читалище изпълнява химна всяка година по време на празника на селото – Илинден.

## Признание
С решение на Общинския съвет в гр. Чепеларе (2009 година) улицата, на която се намира домът на Георги Арнаудов, е именувана на негово име.